# FMEP (album)
Albums de Fireball Ministry
Où Est la Rock?
(1999) The Great Second Awakening
(2003)
FMEP (Fireball Ministry Extended Play) est un Ep du groupe de Stoner rock américain Fireball Ministry sorti le 15 mai 2001 sur le label Small Stone Records.
Les trois premiers titres de cet Ep furent enregistrés en 2001 aux Grandmaster studios à Hollywood et produit par Nick Raskulinecz et le groupe. Deux reprises inédites figurent sur cet Ep, "Muscle of Love" d'Alice Cooper et "Victim of Changes" de Judas Priest.
Trois autres reprises completeront cette production, ce sont des titres que le groupe avait enregistré pour des albums hommages. "Fortunes" que le groupe avait repris pour l'album "Blue Explosion - A Tribute to Blue Cheer (1999), "Cough/Cool" figurant sur la compilation "Graven Images - A Tribute to The Misfits" (1999) et "Movin' Out" enregistré pour la compilation "Right in the Nuts - A Tribute to Aerosmith" (2000).
"King", "Choker" et "Maidens of Venus" figureront sur l'album "The Second Great Awakening" qui sortira en 2003.

## Liste des titres
1. King (Burton / Rota / Oreshnick) - 4:39
2. Choker (Burton / Rota /Oreshnick) - 4:52
3. Maidens of Venus (Burton / Rota / Oreshnick) - 6:02
4. Muscle of Love (Alice Cooper / Michael Bruce) - 3:27 (reprise d'Alice Cooper)
5. Victim of Changes (Atkins / Tipton / Halford / Downing) - 10:01 (reprise de Judas Priest)
6. Fortunes (Peterson) - 2:34 (reprise de Blue Cheer)
7. Cough/Cool (Danzig) - 2:16 (reprise des Misfits)
8. Movin' Out (Tyler / Perry) - 4:25 (Reprise d'Aerosmith)

## Musiciens
- James A Rota II: chant, guitares
- Emily Burton: guitares, chœurs
- John Oreshnick: batterie, percussions
- Brad Davies: basse (titres 1 à 5)
- Hellen Storer: basse sur "Cough/cool" et "Movin' Out"
- Rob Tucker: orgue sur "Maidens of Venus"